# Cairo Challenger 1996
Il Cairo Challenger 1996 è stato un torneo di tennis facente parte della categoria ATP Challenger Series nell'ambito dell'ATP Challenger Series 1996. Il torneo si è giocato a Il Cairo in Egitto dal 14 al 20 ottobre 1996 su campi in terra rossa.

## Vincitori

### Singolare
Fernando Meligeni ha battuto in finale  Alberto Berasategui con il punteggio di 3–6, 6–1, 6–2

### Doppio
Alberto Berasategui /  Germán Puentes hanno battuto in finale  Branislav Galik /  Borut Urh con il punteggio di 6–0, 6–0